# Каскеснаволок
Каскесна́волок (карел. Kaskesniemi) — деревня в составе Крошнозерского сельского поселения Пряжинского национального района Республики Карелия.

## Общие сведения
Расположена на западном берегу озера Каскеснаволок.

## История
По сведениям на 1911 год в Каскеснаволоке действовало земское училище.
8 апреля 1936 года постановлением Карельского ЦИК в деревне была закрыта церковь.
В деревне находился памятник архитектуры — деревянный амбар XIX века (сгорел в 2006 году).

## Интересные факты
Крестьянин деревни Каскеснаволок Семён Шалгунов, герой Первой мировой войны, рядовой, был награждён военным орденом Святого Георгия 4-й степени.

## Население
Численность населения в 1905 году составляла 116 человек.
| 2002 | 2009 | 2010 | 2013 |
| ---- | ---- | ---- | ---- |
| 28   | ↗48  | ↘30  | ↗33  |